# Andrea Scrima

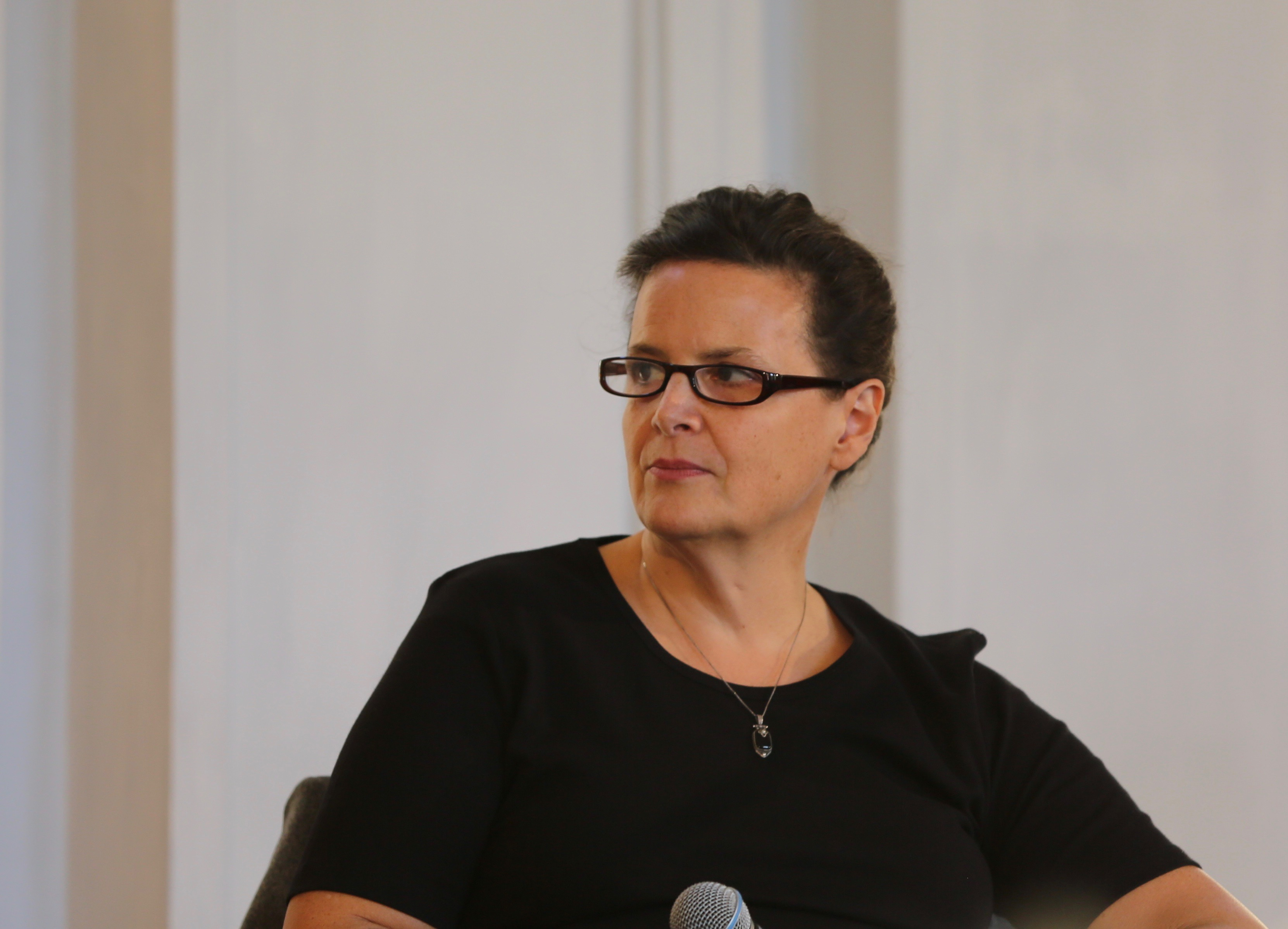
Andrea Scrima auf dem Erlanger Poetenfest 2018

Andrea Scrima (geboren 1960 in New York City) ist eine US-amerikanische Installationskünstlerin, Kunstkritikerin und Schriftstellerin, die seit 1984 in Berlin lebt.

## Leben
Andrea Scrima studierte in New York City an der School of Visual Arts und ging 1984 mit einem Stipendium an die Hochschule der Künste Berlin nach West-Berlin. Sie arbeitet seither in Berlin. Ihre künstlerischen Arbeiten konnte sie international ausstellen. Etwa 2003 brach sie ihre Karriere als Malerin und bildende Künstlerin ab, lebte mit einem Stipendium ein Jahr in New York, und begann, sich ganz aufs Schreiben zu konzentrieren.
Sie schrieb Kunst- und Literaturkritiken für The Brooklyn Rail, The Rumpus, Quarterly Conversation, Music & Literature, Lute & Drum, The Scofield, manuskripte, schreibkraft und The American Reader und für Online-Magazine.
Scrima veröffentlichte 2010 ihren ersten Roman, der 2018 in Graz in deutscher Übersetzung erschien.
Sie ist Mutter eines Sohnes. 2018 gab sie bekannt, dass sie die deutsche Staatsbürgerschaft beantragt habe.
Andrea Scrima ist 2023/2024 die Grazer Stadtschreiberin.

## Bibliographie

### Romane
- A Lesser Day (2010). ISBN 978-1-933132-77-8.
  - Wie viele Tage. Übersetzung: Barbara Jung. Graz : Droschl, 2018, ISBN 978-3-99059-013-3.
- Kreisläufe. Übersetzung Andrea Scrima, Christian von der Goltz. Graz : Droschl, 2021

### Anthologien
- Wreckage of Reason II: Back to the Drawing Board (Hrsg. Nava Renek). Spuyten Duyvil Press, Brooklyn, New York 2014. All about love, nearly: Auszug aus dem Blog Stories I tell myself when I can’t get to sleep at night. ISBN 978-0-923389-95-6.
- Strange Attractors (Hrsg. Edie Meidav). University of Massachusetts Press, Cambridge, Massachusetts März 2019. All about love, nearly: Auszug aus dem Blog Stories I tell myself when I can’t get to sleep at night.

### Kurzgeschichten
- Sisters. Veröffentlicht November 2017 auf der Literaturwebseite Statorec.[6] Gewann 2007 einen Hackney Literary Award.[7]
- Pandora’s Children. Veröffentlicht November 2017 auf der Literaturwebseite Statorec[8]

## Rezensionen, Literatur (Auswahl)
- Jana Fuchs, “Das Denken in Schleifen,” Literaturkritik.de, Universität Mainz, 5. Oktober 2018[9]
- Aimee Parkison, “The Delicious Unease of A Lesser Day,” The Brooklyn Rail, September 2018[10]
- Dirk Windmöller, “Große Geschichten bei den Poetischen Quellen,” Neue Westfälische Zeitung, 27. August 2018[11]
- Marina Büttner, “Andrea Scrima: Wie viele Tage,” Literaturleuchtet, 20. Juni 2018[12]
- Bettina Schulte, “Mosaiksteine, die sich nicht zum Bild fügen,” Badische Zeitung, 17. Mai 2018[13]
- Claudia Fuchs, “Andrea Scrima, Wie viele Tage,” SWR2, 3. April 2018[14]
- Elisabeth Wagner, “Geheimnisvoller Heimweg,” Die taz, Wochenendausgabe, 10.–11. Februar 2018[15]
- Lauren Smith, “A Lesser Day by Andrea Scrima,” Bookslut, Juli 2010[16]
- Nicolle Elizabeth, “Small Wonder,” The Brooklyn Rail, April 2010[17]

## Rezensionen, Kunst
- Andreas Rauth, “Der chinesischstämmige Millionär. Andrea Scrima,” Jitter Magazin für Kunst und visuelle Kultur, September 2018[18]
- Peter Herbstreuth, “Nachwehende Gedanken der enttäuschten Liebe”, Tagesspiegel, 25. Oktober 1998[19]
- Katja Reissner, “Narzißtischer Reigen: Die museumsakademie zeigt eine Ausstellung von Andrea Scrima”, Tagesspiegel, 19. September 1998[20]
- Peter Herbstreuth, “Malerei als Medium”, Kunstforum, Band 133, Februar–April 1996[21]
- Thomas Wulffen, “Bilder in Worten”, im Ausstellungskatalog Malerei as Medium, Neuer Berliner Kunstverein, November 1995
- Andreas Quappe, “Durchscheinende Farbschichten – die Künstlerin Andrea Scrima in der Galerie Mittelstraße in Potsdam”, Tagesspiegel, 18. Februar 1995